# Atari Anniversary Edition
Atari Anniversary Edition là một bộ sưu tập các game thùng Atari cổ điển được phát hành vào ngày 2 tháng 7 năm 2001 trên các hệ máy Dreamcast, PlayStation và PC, và trên hệ máy Game Boy Advance vào năm 2002. Phiên bản PlayStation được phát hành vào năm 2001 với tựa đề Atari Anniversary Edition Redux có danh sách game với một chút thay đổi.
Trên bản PC, những tựa game trước đây giờ thành Atari Arcade Hits 1 phát hành vào năm 1999, Atari Arcade Hits 2 phát hành vào năm 2000 và Atari Greatest Hits cũng phát hành vào năm 2000. Atari Greatest Hits về cơ bản là gồm cả hai tập của Atari Arcade Hits đóng gói cùng nhau như một bộ 2 đĩa CD. Năm 2001, bộ này đã được đóng gói lại trong một đĩa CD dưới cái tên Atari Anniversary Edition. Những phiên bản này đã khiến bản nguyên gốc Microsoft Arcade trở nên lỗi thời.
Phiên bản Game Boy Advance còn có tựa là Atari Anniversary Advance, đánh dấu sự ra mắt lần đầu tiên của bản giả lập arcade cổ điển trên hệ máy Game Boy Advance.

## Game
Những game dưới đây gồm luôn trong gói. (Đối với các game xuất hiện trên PC, số tập cho biết mỗi tập riêng biệt của Atari Arcade Hits lúc ban đầu bao gồm cả game):

### Tập 1
- Asteroids
- Centipede
- Missile Command
- Pong
- Super Breakout
- Tempest
- Black Widow (chỉ dành cho PS1)
- Space Duel (chỉ dành cho PS1)

Nogài Atari Anniversary Advance, Tempest còn gồm "Tempest Tubes", một bản hack thay thế cấp độ sau thị trường.
Atari Anniversary Advance gồm tất cả các game từ bản PC của Atari Arcade Hits Volume 1, thay thế cho Pong với Battlezone. Nó còn có thêm phần "Trivia Challenge", một bộ sưu tập các câu hỏi về Atari và các tựa game những năm 1980.

### Tập 2
- Asteroids Deluxe
- Battlezone
- Crystal Castles (chỉ dành cho PC và DC)
- Gravitar
- Millipede (chỉ dành cho PC và DC)
- Warlords